# Cattleya labendziana
Cattleya labendziana là một loài thực vật có hoa trong họ Lan. Loài này được L.C.Menezes & Braem mô tả khoa học đầu tiên năm 2006.